# Magdalenenkirche (Lehnstedt)

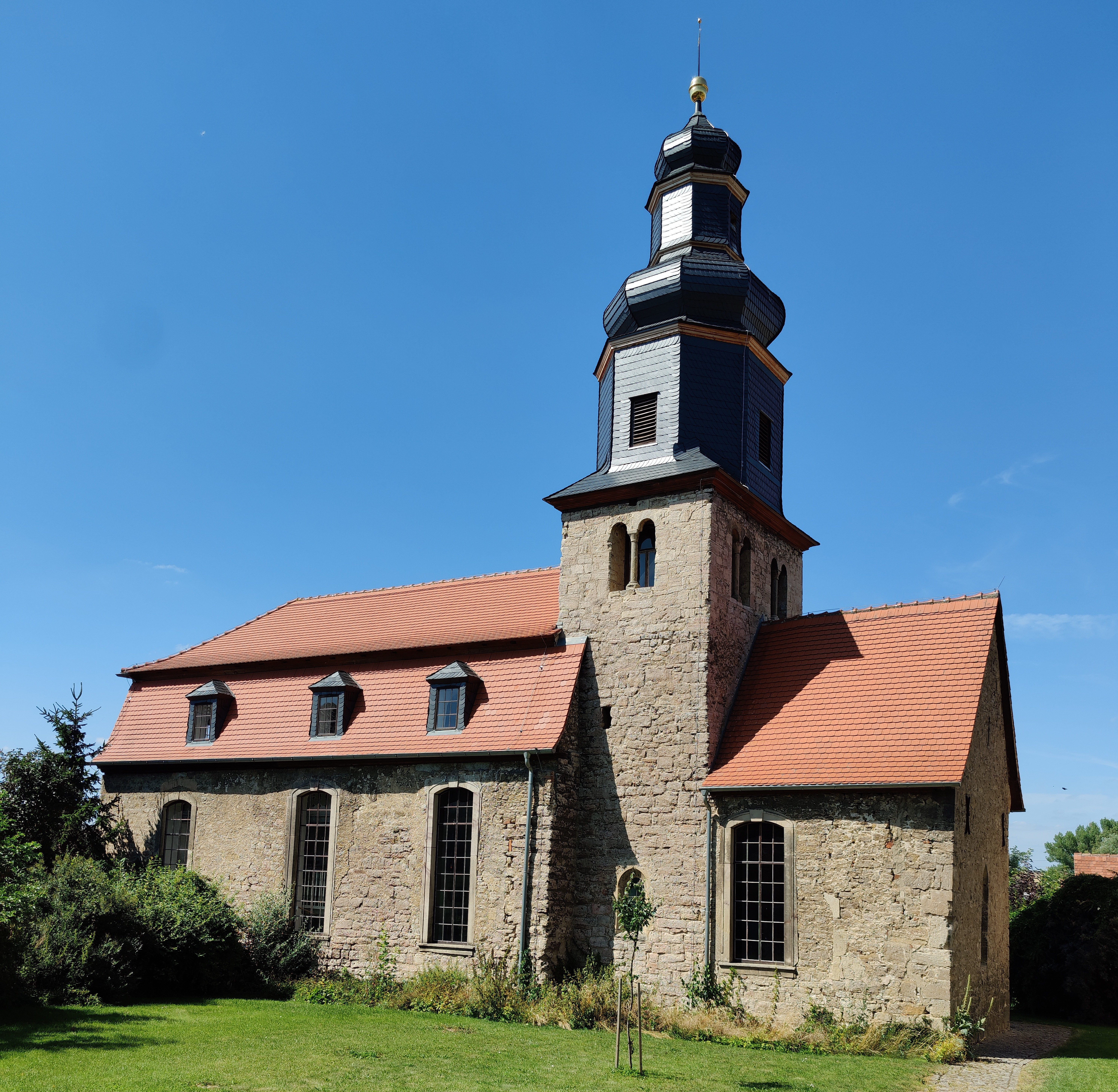
Die Kirche

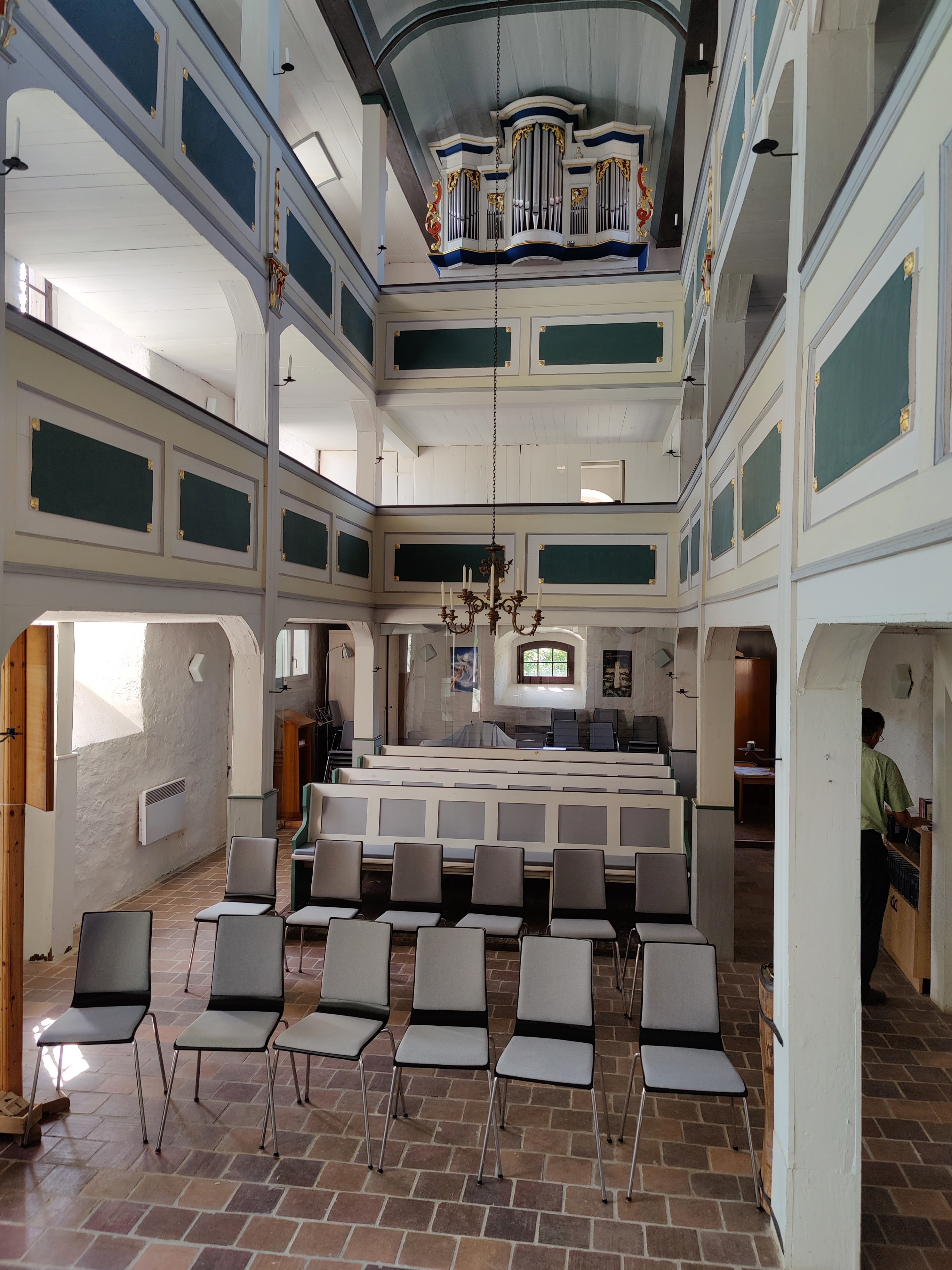
Innenraum, Blick zur Orgel (2021)

Die evangelische Magdalenenkirche steht in der Gemeinde Lehnstedt im Landkreis Weimarer Land in Thüringen.

## Lage
Das Gebäude befindet sich auf einer höheren Ebene nördlich der Ilm und der Bahnstrecke Weimar-Jena im Ackerbaugebiet um Weimar am Ostrand des Dorfes.

## Geschichte
Die ältesten Teile der Kirche stammen aus dem 12. Jahrhundert. Mehrere Mitglieder der Familie Bach gestalteten das kirchenmusikalische Leben des Ortes.

## Bauwerk
Diese Chorturmkirche besteht aus drei Teilen – Turm, Rechteckchor und Langhaus.
Im Obergeschoss, ursprüngliche Glockengeschoss, ist mit romanischen Biforien ausgestattet, in Nord- und Südwand je einem, in Ost- und Westwand jeweils zwei, in der Westwand wegen Erhöhung des Langhausdaches vermauert. Sein Erdgeschoss ist mit einem einteilig Rundbogenfenster ausgestattet. Der bündig anschließende Chor hat seitlich barocke Segmentbogenfenster wie das Langhaus, aber in der Ostwand ein gotisch spitzbogiges Lanzettfenster. Das Langhaus ist zu beiden Seiten etwa einen Meter breiter als Turm und der Chor hat große barocke Segmentbogenfenster. Das Mauerwerk des Turms überragt das Mansarddach nur (nur noch) wenig. Die achteckige verschieferte Turmspitze ist zweigeschossig, auf jeden senkrechten Teil folgt eine Zwiebelhaube. Das untere der beiden Geschosse ist als Glockengeschoss mit Schallluken versehen, das obere hat die Form einer Laterne, ist aber völlig fensterlos.
Wegen des nach Westen abschüssigen Geländes wird der Haupteingang über eine doppelläufige überdachte Freitreppe erreicht. Die Plattform vor dem Portal ist mit Holz als Vorhalle verkleidet.
Das Kirchenschiff ist eine Emporenhalle mit zwei Emporengeschossen an Längsseiten und Westende. Die Pfeiler, die Mittelschiff und Seitenschiffe begrenzen, haben unter den Emporen angedeutete Kopfbügen und an der Decke kleine Kapitelle. Die Spiegeldecke des Mittelschiffs und die Halbtonnen über den Seitenschiffen bestehen aus Holzlatten, über dem Mittelschiff mit farbigem Anstrich, über den Seitenschiffen weiß getüncht. Die oberen Emporen werden durch Gauben belichtet, die genau oberhalb der hohen fenster der Seitenwände liegen.
Die Verbindung zwischen Schiff und Altarraum bilden zwei spitzbogige Triumphbögen hintereinander – in Westwand und Ostwand des Turms, beide mit ziegelroter Fassung. Die Kirche wird durch einen nördlichen Holzvorbau betreten, der Chor-Triumphbogen hat eine ziegelrote Fassung. Rot sind auch Glasmalereien der Chorfenster.

## Ausstattung
Im Raum befinden sich ein Steinaltar und ein Taufbecken sowie das Lesepult. August Witzmann baute die Orgel im Jahr 1840. Eine Flachdecke im Chor hat kräftige Farben. Die blaue getönte Tonne und doppelstöckige Empore umgibt das Langhaus auf vier Seiten. Die farbliche Gestaltung wurde nach einem Brand zwischen 1798 und 1802 ausgeführt.
Das Uhrwerk von 1855 wurde 1987 saniert und erhielt 2005 neue Zifferblätter. Mit Blitzschutz wurde das Gotteshaus 1994 gesichert.
Die Glocke aus dem Jahr 1456 wurde im Jahr 2000 restauriert. 2005 wurde der Turm neu gekrönt.